# Bokary Tréta
Bokary Treta (né en 1954) est un homme politique malien qui a été ministre de l'Élevage et de la Pêche dans le gouvernement de Cissé Mariam Kaïdama Sidibé. 

## Biographie
Né en 1954 à Diondiori dans la région de Mopti, Bokary Treta est titulaire d'un doctorat d'État en alimentation et nutrition animale de l'Académie vétérinaire de Moscou de l'Université de l'amitié des peuples Patrice Lumumba. Il a été directeur de recherche en zootechnie à l'Institut polytechnique rural de formation et de recherche appliquée de Katibougou. 
Sur le plan politique, Bokary Treta a été membre de plusieurs formations politiques au Mali parmi lesquelles on peut citer l'Alliance pour la démocratie au Mali-Parti africain pour la solidarité et la justice (Adéma-Pasj), le Rassemblement pour le Mali (RPM), le Parti malien pour la révolution et la démocratie, (FNDP), le Front national démocratique et populaire.

## Sources
- « Ministre de l'élevage et de la pêche:Bokary Treta»